# Chactas campoeliasensis
Espèce
Chactas campoeliasensis est une espèce de scorpions de la famille des Chactidae.

## Distribution
Cette espèce est endémique de l'État de Mérida au Venezuela. Elle se rencontre vers Campo Elias dans la cordillère de Mérida.

## Étymologie
Son nom d'espèce, composé de campoelias et du suffixe latin -ensis, « qui vit dans, qui habite », lui a été donné en référence au lieu de sa découverte, Campo Elias.

## Publication originale
- González-Sponga, 2006 : Biodiversidad. Tres especies nuevas del género Tityus Koch, 1836 (Buthidae) y una del género Chactas Gervais, 1844 (Chactidae). Escorpiones de la Cordillera de los Andes en Venezuela. Boletín de la Academia de Ciencias Físicas, Matemáticas y Naturales de Venezuela, vol. 66, no 3/4, p. 41-67.